# کارت سیاه
کارت امریکن اکسپرس سنچوریون که در محاوره با نام کارت سیاه شناخته می‌شود، یک کارت اعتباری است که توسط امریکن اکسپرس صادر می‌شود.   این کارت برای ثروتمندترین مشتریان شرکت که واجد شرایط خاصی از دارایی خالص ، کیفیت اعتباری و شرایط لازم برای خرج کردن در کارت اعتباری آن، یعنی کارت پلاتینیوم، هستند، رزرو شده است.  

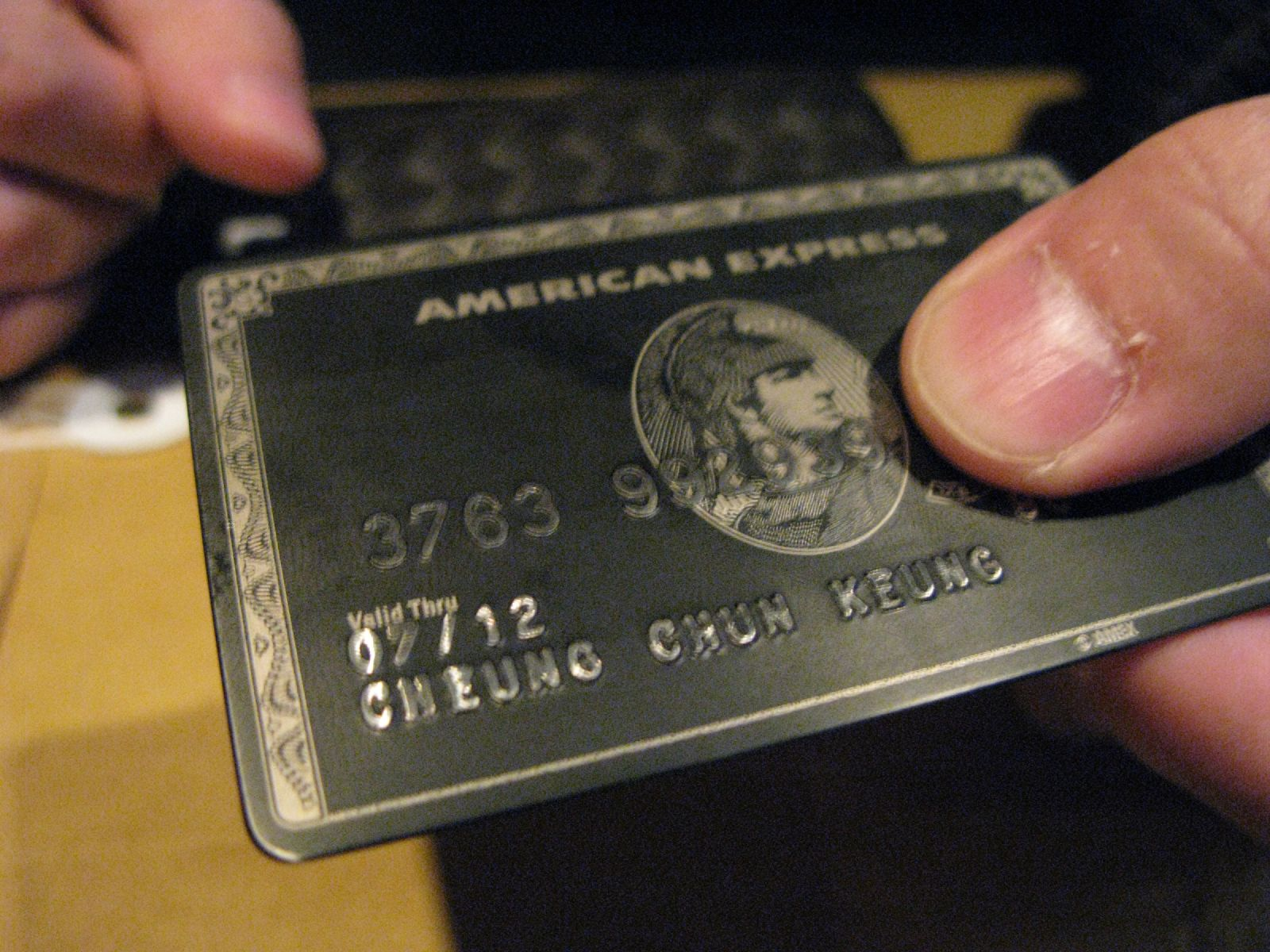
روی کارت امریکن اکسپرس سنچوریون.

این شرکت شرایط دقیق دریافت دعوتنامه برای حمل کارت را فاش نمی‌کند. کارت سنچوریون از تیتانیوم آنودایز شده ساخته ، با لیزر حکاکی شده و با فولاد ضد زنگ تزئین شده است. این کارت به مرکز اعتبارسنجی گزارش می‌دهد و محدودیت اعتباری از پیش تعیین‌شده‌ای ندارد. این کارت در بین ثروتمندان به عنوان نمادی از جایگاه اجتماعی در نظر گرفته می‌شود،   اما در مقایسه با سایر کارت‌های اعتباری، سیستم پاداش غیرقابل رقابتی دارد. 
امریکن اکسپرس فهرستی از دارندگان کارت سنچوریون را فاش نمی‌کند، اما تعدادی از چهره‌های عمومی با این کارت مرتبط بوده‌اند،  از جمله:
- بیانسه [۹]
- جرمی کلارکسون (قبلاً) [۱۰]
- مارک کوبان [۹]
- نوئل گالاگر [۱۱]
- جان مایر [۹]
- اپرا وینفری [۹]
- جری ساینفلد [۱۲]
- دونالد ترامپ
- جیمی باتلر